# Дом губернатора (Нижний Новгород)
Дом губернатора — памятник градостроительства и архитектуры федерального значения в Нижнем Новгороде. Здание построено в 1837—1841 годах по проекту архитектора И. И. Шарлеманя в стиле позднего классицизма.             
Здание, выстроенное по приказу императора Николая I, входит в архитектурный ансамбль Нижегородского кремля. В течение 1841—1917 годов являлось официальной резиденцией нижегородских губернаторов. В настоящее время в доме размещается экспозиция Нижегородского государственного художественного музея.

## История

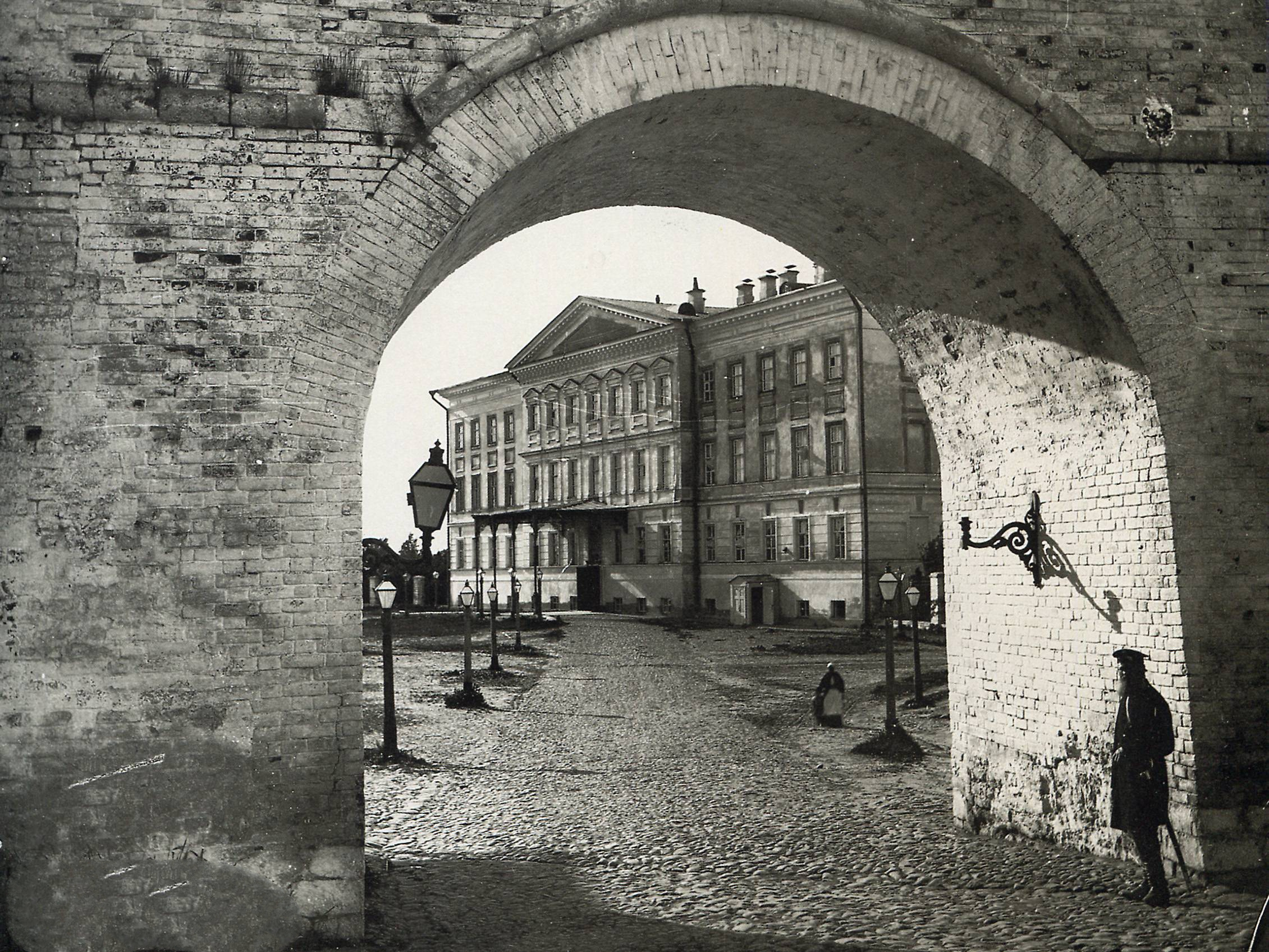
Вид на дом губернатора через проломные ворота возле Пороховой башни. Фотография 1910 года

Строительство губернаторского дома в Нижегородском кремле связано с крупнейшими градостроительными преобразованиями, осуществлёнными в Нижнем Новгороде по распоряжению императора Николая I. Ряд таких указаний относился к кремлёвской территории, где должен был образоваться новый ансамбль административного и духовного центра города и располагаться императорская квартира на случай «Высочайших» посещений императором.
Первый проект губернаторского дома был составлен в начале 1835 года П. Д. Готманом — известным строителем и начальником по производству «высочайше повеленных» работ в Нижнем Новгороде. Однако проект был отклонён Николаем I по причине «излишеств в строениях и украшениях», отмеченных самим императором, которой также приказал максимально сократить расходы на строительство. Окончательный вариант проекта, в то время именовавшийся «планы, фасады и разрезы», был «высочайше утверждён» 21 ноября 1836 года. Проект в стиле позднего классицизма разработал архитектор И. И. Шарлемань.
В 1837 году началось строительство, которое растянулось на несколько лет. Надзор за ходом работ сначала принял на себя архитектор А. Л. Леер, позже — помощник архитектора А. И. Шеффер и городской архитектор А. Е. Турмышев. В ходе строительства в утверждённый проект были внесены незначительные изменения.
Главные фасады военно-губернаторского дома были обращены: северный — на Волгу, южный — в сторону Спасо-Преображенского собора. На первом этаже были запроектированы жилые комнаты членов губернаторской семьи, во втором — императорские покои: гостиная, столовая, кабинет, спальни, буфет и ещё несколько помещений. На третьем этаже располагалась домовая церковь Святого Духа, освящение которой состоялось 18 сентября 1845 года, епископ Нижегородский и Арзамасский Иоанн совершил в ней первую литургию.
По бокам здания разместились два флигеля: в восточном, вытянутом вдоль кремлёвской стены, располагались губернская канцелярия и квартиры чиновников, в западном (утраченном) — гарнизонная гауптвахта. От дома к флигелю шла кованая железная решётка, поставленная на каменный цоколь. Все работы по строительству дома и флигелей завершились летом 1841 года.
Через пять лет, из-за оползней грунта на откосе, здание, поставленное над обрывом кремлёвского холма, было повреждено, требовался ремонт. В 1846 году инженер А. И. Дельвиг, известный как строитель первого нижегородского водопровода и фонтана, заливая трещины в фундаментах и подвалах, впервые в строительной истории Нижнего Новгорода применил бетон.
Вслед за постройкой губернаторского дворца стал воплощаться в жизнь проект архитекторов И. Е. Ефимова и П. Д. Готмана от 1834 года о разбивке кремлёвского сада на территории бывшего Свято-Духовского монастыря. В 1852 году с западного фасада дома губернатора был разбит зимний сад, в котором среди южных деревьев и растений были устроены грот и фонтан. Сам губернаторский сад спускался по склону холма от самого дома к северной стороне кремля, от Георгиевской башни до Ивановских ворот. Каменный храм Свято-Духовского монастыря сначала был передан единоверческой общине Нижнего Новгорода, а в 1840 году превращён в домовую церковь губернаторского дома.
В 1858 году в доме, в гостях у нижегородского генерал-губернатора А. Н. Муравьева, состоялась встреча знаменитого французского писателя Александра Дюма-отца с прототипами его романа «Учитель фехтования»: декабристом Иваном Анненковым и его женой Полиной Гёбль.
Во второй половине XIX века было проведено ещё несколько ремонтов здания: в 1885 году и в 1894—1896 годах. Тогда, по проекту архитектора Н. И. Иванова был выполнен металлический зонт парадного входа на чугунных столбах и овальные пандусы подъездов.

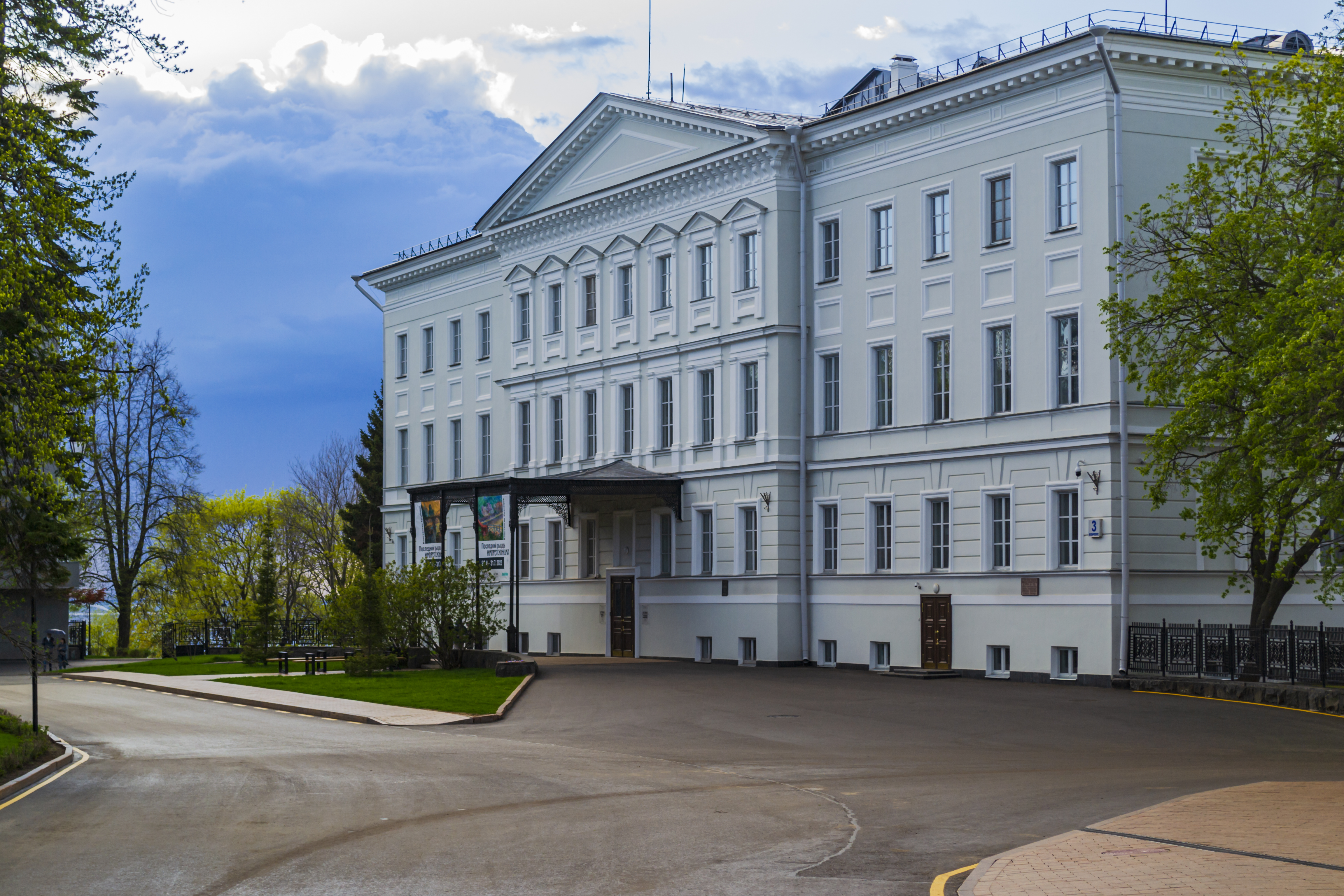
Здание после реставрации 2019—2021 годов

К весне 1906 года было обнаружено «большое количество характерных трещин в каменных стенах, угрожающих разрушением зданию, о чем был составлен акт и с тех пор имелось постоянное наблюдение за состоянием здания», которое со временем только ухудшалось. Стал рассматриваться вопрос о сносе или частичной перестройке здания. Однако министерство, изучив все отчёты комиссий и сметные расчёты, «признало целесообразнее произвести капитальный ремонт старого 3-х этажного дома с подводкой под него нового фундамента <…> чем сломать дом и взамен его выстроить новое двухэтажное здание». Ответственным за ремонт был назначен младший инженер Строительного отделения Нижегородского губернского правления Е. М. Мичурин.
После революции 1917 года дом был переименован в Дворец Свободы. С октября 1917 года домовая Духовская церковь не действовала, а в 1918 году была ликвидирована, при этом исчезли все историко-художественные предметы храма. Предположительно, тогда же была снесена звонница на крыше дома. Позднее в здании разместились новые губернские (позже — областные) органы власти.
С 1992 года в бывшем доме губернатора размещается экспозиция Нижегородского государственного художественного музея.
В рамках подготовки к празднованию 800-летия Нижнего Новгорода на выделенные из федерального и местного бюджетов средства впервые с момента передачи здания музею проведена реставрация, длившаяся два года и завершившаяся в августе 2021 года. Для музея, состоявшего из небольших помещений, в ходе ремонтно-реставрационных работ были убраны лишние стены, возведённые в советское время, и созданы условия для демонстрации шедевров из музеев мирового уровня.